# Normunds Miezis
Normunds Miezis (nascut l'11 de maig de 1971), és un jugador d'escacs letó, que té el títol de Gran Mestre des de 1997.
A la llista d'Elo de la FIDE del desembre de 2021, hi tenia un Elo de 2445 punts, cosa que en feia el jugador número 5 (en actiu) de Letònia. El seu màxim Elo va ser de 2601 punts, a la llista de gener de 2001 (posició 103 al rànquing mundial).

## Resultats destacats en competició
Ha guanyat el Campionat d'escacs de Letònia dues vegades, els anys 1991 i 2006.
D'altres resultats notables en torneigs inclouen un primer lloc empatat amb Eduardas Rozentalis, Sergey Ivanov, Tomi Nyback i Evgeny Postny a la Rilton Cup 2005/6, a Estocolm, un empat als llocs 6è-9è amb Slavko Cicak, Joel Benjamin i Alexander Baburin al fort Campionat de la Unió Europea de 2005, un empat al 2n–3r lloc amb Arturs Neikšāns a Kaunas 2009 i un 2n lloc rere Aleksei Xírov al Memorial Aivars Gipslis de Riga 2012.
El 2010 guanhà a Borup El 2014 fou 5è al campionat de Letònia (el campió fou Ígor Kovalenko).

### Participació en competicions per equips
Miezis ha participat, representant Letònia, a les olimpíades d'escacs de 1998, 2000, 2002, 2004, 2006, 2008, 2010 i 2012.
La seva millor performance individual fou a l'Olimpíada d'Estambul de 2000, on hi puntuà 6.5 d'11 (un 69%) contra una oposició de 2573 punts Elo de mitjana, per una performance de 2618.

## Partides notables
- Alexei Barsov vs Normunds Miezis, NRW-Liga II 1995, defensa Benoni: Moderna. Variant Snake (A60), 0-1.
- Alexei Fedorov vs Normunds Miezis, 34a Olimpíada, defensa siciliana, variant Kan (B43), 0-1.
- Evgeny Solozhenkin vs Normunds Miezis, Classics GM 2001, gambit Budapest: variant Rubinstein (A52), 0-1.
- Normunds Miezis vs Robert Fontaine, XXXV Rilton Cup 2006, obertura anglesa (A22), 1-0.